# Carrera Jeans
Carrera Jeans oder Inoxpran war ein italienisches Radsportteam, das von 1979 bis 1996 existierte.

## Geschichte
Das Team wurde 1979 unter der Leitung von Davide Boifava als Team Inoxpran-Pentole Posate gegründet. Bis 1983 war Inoxpran, ein Hersteller von Essbesteck und Töpfe aus Edelstahl, alleiniger Sponsor. 1984 stiegen die Gebrüder Tacchella mit dem italienischen Kleidungshersteller Carrera als Hauptsponsor ein. Es hatte mehrere Co-Sponsoren: Zunächst Inoxpran von 1984 bis 1986, anschließend drei Jahre Vagabond. 1991 übernahm Tassoni erstmals das Co-Sponsoring, wurde aber nochmals von Vagabond abgelöst. Danach war Tassoni erneut für drei Jahre Co-Sponsor. 1996 startete Carrera die Saison alleine, bekam an Mai 1996 Longoni Sport als Co-Sponsor. Nach der Saison 1996 löste sich das Team auf. Davide Boifava nahm einige Fahrer mit zu seinem neuen Team Asics-CGA mit. Das Team konnte zahlreiche Erfolge wie Siege bei der Vuelta a España 1981, Giro d’Italia 1981, Giro d’Italia 1986 und 1987 mit dem sogenannten Triple Crown (Giro d’Italia, Tour de France und Weltmeisterschaft im gleichen Jahr). Aber auch bei Eintagesrennen wie unter anderem Mailand–Sanremo (1987, 1991), Lüttich–Bastogne–Lüttich (1993), Clásica San Sebastián (1993), Wincanton Classic (1992), Mailand–Turin (1980), Gent–Wevelgem (1984, 1986, 1991), Paris–Brüssel (1986) erzielte das Team viele Erfolge.

## Erfolge
1979
- Bergwertung Tour de France
- Coppa Agostoni
- Trofeo Pantalica
- Col San Martino
- Giro della Provincia di Reggio Calabria
- Gesamtwertung und drei Etappen Baskenland-Rundfahrt
- eine Etappe Tour de Suisse
- Trofeo Matteotti
- Coppa Placci

1980
- zwei Etappen Giro d’Italia
- eine Etappe Baskenland-Rundfahrt
- Giro di Toscana
- Coppa Placci
- Mailand–Turin
- Mailand–Vignola

1981
- Gesamtwertung und zwei Etappen Giro d’Italia
- Gesamtwertung und vier Etappen Vuelta a España
- eine Etappe Ruota d’Oro

1982
- Giro del Friuli
- Coppa Placci
- eine Etappe Giro di Puglia

1983
- eine Etappe Giro di Sardegna
- Gesamtwertung und eine Etappe Tirreno–Adriatico
- zwei Etappen Baskenland-Rundfahrt
- Gesamtwertung und zwei Etappen Ruota d’Oro
- eine Etappe Giro di Puglia
- Gran Piemonte

1984
- drei Etappen Giro d’Italia
- Col San Martino
- zwei Etappen Tirreno–Adriatico
- Gent–Wevelgem
- eine Etappe Giro del Trentino
- zwei Etappen Ruota d’Oro
- Millemetri des Corso di Mestre
- eine Etappe Giro di Puglia

1985
- eine Etappe Tour de France
- eine Etappe MZF Tour de Suisse
- eine Etappe Giro del Trentino
- zwei Etappen Ruota d’Oro
- eine Etappe Dänemark-Rundfahrt
- Giro del Lazio

1986
- Gesamtwertung und sechs Etappen Giro d’Italia
- vier Etappen Tour de France
- eine Etappe Tour de Suisse
- Gesamtwertung und eine Etappe Critérium International
- eine Etappe Paris–Nizza
- Gesamtwertung und eine Etappe Dauphiné Libéré
- Schweizer Straßenmeisterschaft
- Gent–Wevelgem
- Tre Valli Varesine
- Coppa Placci
- Giro del Lazio
- Paris–Brüssel
- Mailand–Vignola

1987
- Gesamtwertung und zwei Etappen Tour de France
- Gesamtwertung und sechs Etappen Giro d’Italia
- Weltmeisterschaft
- Mailand–Sanremo
- Gesamtwertung und zwei Etappen Tour de Romandie
- Gesamtwertung und eine Etappe Valencia-Rundfahrt
- Italienische Straßenmeisterschaft
- zwei Etappen Paris–Nizza
- zwei Etappen Dauphiné Libéré
- Coppa Agostoni
- Coppa Bernocchi
- eine Etappe Settimana Internazionale Coppi e Bartali
- Giro del Friuli
- Trofeo Matteotti
- Coppa Placci
- Trofeo Baracchi
- Gesamtwertung und zwei Etappen Giro di Puglia

1988
- zwei Etappen Tour de France
- zwei Etappen Giro d’Italia
- eine Etappe Vuelta a España
- Gesamtwertung und zwei Etappen Valencia-Rundfahrt
- Gesamtwertung und zwei Etappen Tirreno–Adriatico
- Gesamtwertung und eine Etappe Giro del Trentino
- Coppa Bernocchi
- eine Etappe Settimana Internazionale Coppi e Bartali
- E3-Prijs Harelbeke
- Giro del Friuli
- eine Etappe Tour de Romandie
- GP Industria & Artigianato

1989
- eine Etappe Tour de France
- eine Etappe Giro d’Italia
- eine Etappe Vuelta a España
- eine Etappe Tirreno–Adriatico
- Gesamtwertung und eine Etappe Giro di Puglia
- Coppa Placci
- Gran Piemonte

1990
- zwei Etappen Tour de France
- zwei Etappen Valencia-Rundfahrt
- eine Etappe Paris–Nizza
- eine Etappe Settimana Internazionale Coppi e Bartali
- eine Etappe Setmana Catalana de Ciclisme
- fünf Etappen Aragon-Rundfahrt
- Grand Prix Pino Cerami
- Giro dell’Appennino
- drei Etappen Luxemburg-Rundfahrt
- Trofeo Matteotti
- Giro del Veneto
- Giro dell’Umbria
- Giro di Romagna

1991
- drei Etappen und  Punktewertung,  Bergwertung,  Kampfpreis Tour de France
- drei Etappen Giro d’Italia
- zwei Etappen Vuelta a España
- Mailand–Sanremo
- Gent–Wevelgem
- Gesamtwertung und eine Etappe Valencia-Rundfahrt
- zwei Etappen Murcia-Rundfahrt
- eine Etappe Drei Tage von De Panne
- eine Etappe Katalonien-Rundfahrt
- eine Etappe Settimana Internazionale Coppi e Bartali
- zwei Etappen Setmana Catalana de Ciclisme
- eine Etappe Luxemburg-Rundfahrt
- eine Etappe Giro del Trentino
- Tre Valli Varesine
- eine Etappe Katalonien-Rundfahrt
- Gran Piemonte

1992
- drei Etappen und  Bergwertung,  Kampfpreis,  Mannschaftswertung Tour de France
- zwei Etappen und  Bergwertung Giro d’Italia
- vier Etappen Vuelta a España
- Ukrainische Straßenmeisterschaft
- Wincanton Classic
- zwei Etappen Valencia-Rundfahrt
- zwei Etappen Kellogg’s Tour
- zwei Etappen Clásico RCN
- eine Etappe Baskenland-Rundfahrt
- Gesamtwertung und eine Etappe Giro del Trentino
- Giro dell’Appennino
- Subida Urkiola
- Tre Valli Varesine
- Giro del Veneto
- Mailand–Vignola
- Memorial Gastone Nencini

1993
- Lüttich–Bastogne–Lüttich
- Clásica San Sebastián
- Rund um den Henninger-Turm
- zwei Etappen und  Mannschaftswertung Tour de France
- zwei Etappen und  Bergwertung Giro d’Italia
- eine Etappe Tour de Suisse
- drei Etappen Tour de Romandie
- eine Etappe Tirreno–Adriatico
- Coppa Bernocchi
- Mailand–Turin
- Japan Cup
- Coppa Sabatini
- eine Etappe Valencia-Rundfahrt
- eine Etappe Tirreno–Adriatico
- eine Etappe Drei Tage von De Panne
- zwei Etappen Baskenland-Rundfahrt
- eine Etappe Giro del Trentino
- Kaistenberg-Rundfahrt
- Memorial Gastone Nencini
- Gran Piemonte

1994
- zwei Etappen und Mannschaftswertung Giro d’Italia
- Nachwuchswertung Tour de France
- Gesamtwertung und eine Etappe Katalonien-Rundfahrt

1995
- eine Etappe Tour de Suisse
- eine Etappe Giro d’Italia
- zwei Etappen und  Nachwuchswertung Tour de France
- eine Etappe Tour de Romandie

1996
- Gesamtwertung und eine Etappe Tour de Suisse
- zwei Etappen Giro d’Italia

## Grand-Tour-Platzierungen
| Grand Tour            | 1979 | 1980 | 1981 | 1982 | 1983 | 1984 | 1985 | 1986 | 1987 | 1988 | 1989 | 1990 | 1991 | 1992 | 1993 | 1994 | 1995 | 1996 |
| --------------------- | ---- | ---- | ---- | ---- | ---- | ---- | ---- | ---- | ---- | ---- | ---- | ---- | ---- | ---- | ---- | ---- | ---- | ---- |
| Giro d’ItaliaGiro     | –    | 3    | 1    | –    | –    | 18   | 23   | 1    | 1    | 3    | 6    | 12   | 2    | 2    | 3    | 2    | 4    | 2    |
| Tour de FranceTour    | 6    | –    | –    | 58   | –    | 22   | 23   | 3    | 1    | 22   | 40   | 2    | 3    | 2    | 6    | 3    | 11   | 5    |
| Vuelta a EspañaVuelta | –    | –    | 1    | –    | –    | –    | –    | –    | –    | 15   | 58   | –    | 47   | 14   | –    | –    | 87   | –    |

## Monumente-des-Radsports-Platzierungen
| Monument                 | 1979 | 1980 | 1981 | 1982 | 1983 | 1984 | 1985 | 1986 | 1987 | 1988 | 1989 | 1990 | 1991 | 1992 | 1993 | 1994 | 1995 | 1996 |
| ------------------------ | ---- | ---- | ---- | ---- | ---- | ---- | ---- | ---- | ---- | ---- | ---- | ---- | ---- | ---- | ---- | ---- | ---- | ---- |
| Mailand–Sanremo          | 9    | 18   | 37   | 55   | 2    | 29   | 28   | 15   | 1    | 8    | 17   | 16   | 1    | 35   | 5    | 37   | 8    | 47   |
| Flandern-Rundfahrt       | –    | –    | –    | –    | –    | –    | 10   | 7    | 38   | 31   | 53   | 16   | 13   | 18   | 15   | 57   | 4    | 13   |
| Paris–Roubaix            | –    | –    | –    | –    | –    | –    | –    | 18   | 9    | 42   | 28   | 42   | 14   | 54   | –    | –    | –    | 21   |
| Lüttich–Bastogne–Lüttich | –    | –    | –    | –    | –    | –    | –    | 23   | 2    | –    | 21   | 51   | 35   | 14   | 1    | 4    | 7    | 13   |
| Lombardei-Rundfahrt      | 3    | 2    | 3    | 36   | 10   | 8    | 19   | 17   | 6    | 9    | 15   | 19   | 36   | 2    | 4    | 2    | 6    | 21   |

## Bekannte Fahrer
- Giovanni Battaglin (1979–1984)
- Bruno Leali (1979–1988)
- Guido Bontempi (1981–1993)
- Alfredo Chinetti (1980–1983)
- Roberto Visentini (1983–1988)
- Stefan Mutter (1985)
- Erich Mächler (1985–1991)
- Urs Zimmermann (1985–1991)
- Claudio Chiappucci (1985–1996)
- Christian Henn (1989–1991)
- Maximilian Sciandri (1990–1991)
- Dschamolidin Abduschaparov (1991–1992)
- Peter Luttenberger (1994–1996)
- Marco Pantani (1992–1996)
- Stephen Roche (1986–1987, 1992–1993)
- Andrea Tafi (1992–1993)
- Rolf Sørensen (1993)
- Beat Zberg (1993–1996)
- Markus Zberg (1996)